# Wurmberg
Wurmberg è un comune tedesco di 2 904 abitanti, situato nel land del Baden-Württemberg.